# Marxes Republicanes
Les Marxes Republicanes (en francès Marches républicaines) foren un seguit de manifestacions que tingueren lloc a diverses ciutats de França el 10 i l'11 de gener del 2015 per honorar les víctimes dels atemptats jihadistes del 7, 8 i 9 de gener, entre els quals hi ha l'atemptat contra Charlie Hebdo i la presa d'ostatges en un supermercat de Vincennes, als afores de París. També s'hi reivindicà el dret a la llibertat d'expressió.
El nombre total de manifestants a tota França s'estima a més de 4 milions tots dos dies, dels quals 1,5 el diumenge 11 a París, el que la converteix en la manifestació més assistida de la història del país. Paral·lelament, nombroses manifestacions se celebraren arreu del món.
Preveient una resposta massiva de la gent, el recorregut passà per tres carrers entre la Plaça de la República i la Plaça de la Nació, separades per uns 3 km. A la zona del Boulevard Voltaire s'estimà la presència d'entre 1,5 i 2 milions de manifestants.
Hi participaren 44 caps d'estat i de govern del món, com ara el president de França, François Hollande, la cancellera alemanya Angela Merkel, el primer ministre britànic David Cameron o els presidents espanyol, Mariano Rajoy, i ucraïnès, Petrò Poroixenko. També hi assistiren el secretari general de les Nacions Unides, Ban Ki-Moon; i els líders israelià i palestí, Benjamin Netanyahu i Mahmud Abbas.

## Dispositiu de seguretat
En París, l'alta concentració de gent que ja va ser prevista i la presència de molts caps d'estat i de govern de tot el món han fet d'aquest esdeveniment un esdeveniment d'alt risc. Es van mobilitzar un total de 2.300 agents de policia uniformats, recolzats per 1.300 soldats, centenars de policies de paisà i per franctiradors que estaven en les teulades de París.